# Hamburg Dungeon

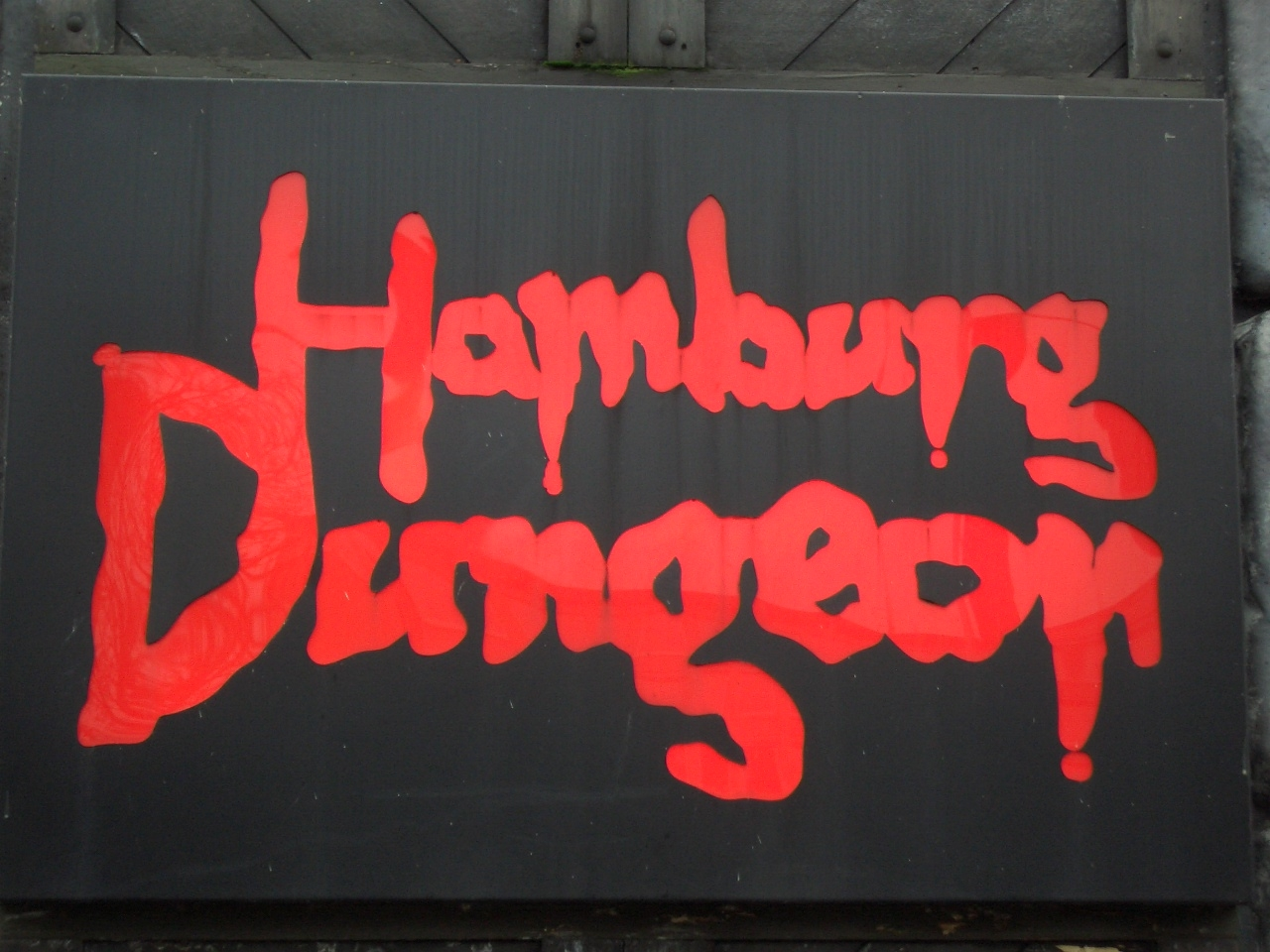
Hamburg Dungeon

Das Hamburg Dungeon (englisch für „Verlies“) ist eine von Schauspielern präsentierte Kombination von Geschichtsstunde, Gruselkabinett, Show und Fahrgeschäften der Marke The Dungeons von Merlin Entertainments in der historischen Speicherstadt von Hamburg. Es wurde im Mai 2000 am Kehrwieder 2 eröffnet.

## Beschreibung
Es werden mehrere Shows dargeboten, welche die „dunkle Seite“ der Hamburger Geschichte darstellen sollen. So werden das historische Gängeviertel, der Große Brand von Hamburg im Jahr 1842 und die Person des Klaus Störtebeker thematisiert, der 1401 in Hamburg auf dem Grasbrook hingerichtet wurde. Weitere Inhalte sind die Folter, die Inquisition und der Schwarze Tod. Außerdem gibt es seit 2018 die Show Santa Fu, in der es um das berüchtigte Hamburger Gefängnis Fuhlsbüttel geht. Die Besucher werden in die Szenen mit einbezogen.
Seit März 2008 endet der Rundgang mit einem Freifallturm. Auf der Anlage des Schweizer Herstellers ABC Rides werden die Besucher in zwei Reihen zu je zehn Personen auf einer Strecke von acht Metern im Dunkeln mit einer Maximalgeschwindigkeit von rund 35 km/h Richtung Erdboden bewegt. Die Szene ist seit 2018 in die Geschichte um einen Gefängnisausbruch aus der Strafanstalt Santa Fu eingebunden.
2014 wurde die Wasserbahn zum Thema Sturmflut 1717 durch eine neue ersetzt, auf der eine Schmuggelfahrt simuliert wird.
Eigentümer des Hamburg Dungeon ist die Merlin Entertainments Group. Ähnliche Betriebe gibt es in Großbritannien (6 Standorte), in Berlin, in Amsterdam und in Shanghai.

## Themen
Regulär:
- Fahrstuhl des Grauens
- Die alte Bibliothek der dunklen Geschichte
- Kammer der Qualen (Folter)
- Großer Brand von 1842
- Die Inquisition
- Das Labyrinth der verlorenen Seelen
- Pestkrankenhaus
- Klaus Störtebeker und Piraterie[4]
- Maria Katharina Wächter (Die Axtmörderin)
- Sturmflut von 1717 (Bootsfahrt)
- Santa Fu (Gefängnis Fuhlsbüttel)
- Drop Dead (Freifallturm; zuvor als Extremis: Sturz in die Hölle[5])

Saisonale Shows:
- Der Wunderheiler (Alchemisten)
- Exorzismus
- Aufstand der Kaffeeverleserinnen[6]
- Die Toten von Kirchhoff
- Der Fluch des Klabautermanns
- Kadaverrevolte 1919

Ehemalige reguläre Shows:
- Zuchthaus an der Alster
- Moorleichen – keiner hört dein Schreien